# 8-е тысячелетие до н. э.
8-е (восьмо́е) тысячеле́тие до на́шей э́ры по пролептическому юлианскому календарю — тысячелетие с 1 января 8000 года до н. э. по 31 декабря 7001 года до н. э. Ему предшествовало 9-е тысячелетие до н. э., за ним следовало 7-е тысячелетие до н. э. Оно закончилось 9025 лет назад.
В 8-м тысячелетии до н. э. сельское хозяйство стало широко применяться в регионе Плодородный полумесяц и Анатолии. Гончарное ремесло также широко распространяется. Животноводство распространяется в Африке и Евразии. Население мира — несколько миллионов.

## События

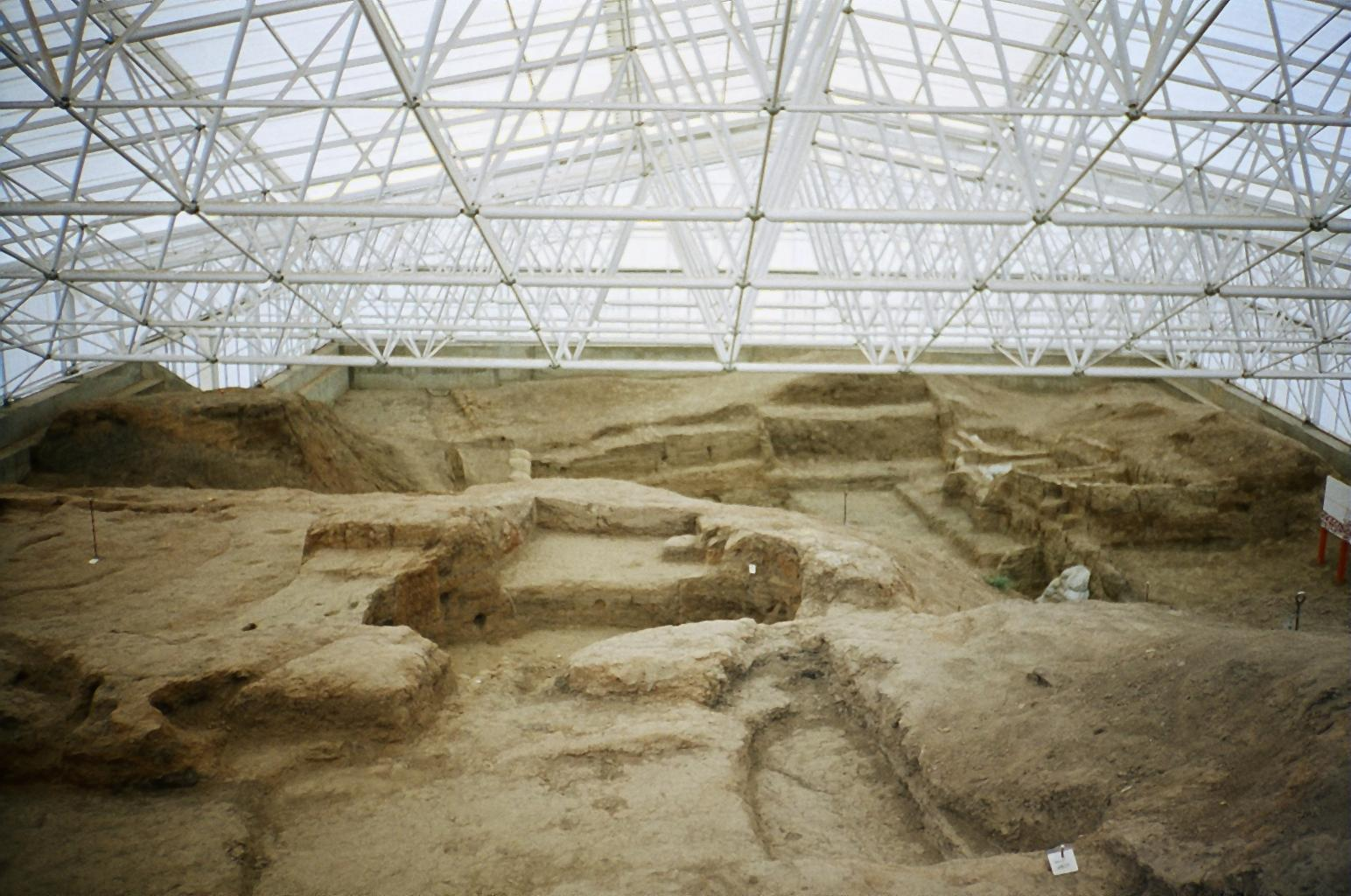
Раскопки в южной части Чатал-Хююка.

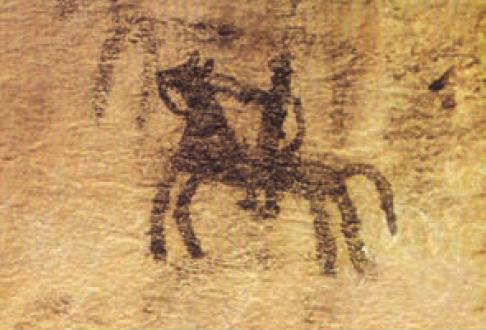
Наскальная живопись в пещере Doushe, Лурестан, Иран

- ок. 8000 до н. э. — поселения в Невали Кори, современный полуостров Малая Азия.
- ок. 8000 до н. э. — поселения в Сагалассосе, современная юго-западная часть полуострова Малая Азия.
- ок. 8000 до н. э. — поселения в Акуре, современная юго-западная Нигерия.
- ок. 8000 до н. э. — поселения в Ёвре Эйкер и Недре Эйкер, современная Норвегия.
- ок. 8000 до н. э. — поселения в Эрё, Дания.
- ок. 8000 до н. э. — поселения в Дипкар современный Шеффилд, Англия.
- ок. 8000 до н. э. — Арктика в Северной Америке заселяется охотниками-собирателями.
- ок. 8000 до н. э. — культура Плано на Великих равнинах Северной Америки (с 9-го тысячелетия).
- ок. 8000 до н. э. —  возникло поселение, ныне известное как городище Тель-эс-Султан (Иерихон)[1]
- ок. 8000 до н. э. — 7000 до н. э. — поселения на территории современного Екатеринбурга, Россия.
- ок. 7500 до н. э. — построены поселения на побережье Вестер Росс, Шотландия.
- ок. 7500 до н. э. — Чатал-Хююк, крупная неолитическая стоянка в южной Анатолии.
- ок. 7500 до н. э. — Бутовская культура мезолита в западной части Волго-Окского междуречья.
- ок. 7500 до н. э. — начало периода скотоводства на территории нынешней пустыни Сахара.
- ок. 7500 до н. э. — охотники-собиратели мезолита — первые поселенцы Ирландии.
- ок. 7200 до н. э. — 5000 до н. э. — Поселения в Айн-Газали, Иордания. 30 акров.
- ок. 7000 до н. э. — наиболее раннее возможное возникновение культуры Пенджаба.
- ок 7500 до н. э. — поселение на Онежском озере, Россия.[источник не указан 1109 дней]

## Климатические изменения
- ок. 7640 до н. э. — Дата теоретического столкновения с Землёй гипотетической кометы Толмана и связанного с ним глобального катаклизма[2].
- 7220 до н. э. — Извержение вулкана Маунт Эджкамб, Аляска.
- Большой отток пресной воды из Чёрного моря в Эгейское море.

## Изобретения и открытия
- Начало сельского хозяйства.
- Выращивание картофеля и бобов в Южной Америке.
- Начало выращивания риса в Восточной Азии.
- Одомашнивание кошки и буйвола в Древнем Египте.
- Одомашнивание овец в юго-западной Азии.
- Хижины, печи, зернохранилища и стационарные орудия для размола зерна (Африка).
- Дома, обжигательные печи, гончарные изделия, резьба по бирюзе, костяные флейты (Китай).
- Город в Анатолии на территории современной Турции, где ряд найденных артефактов говорит о том, что был широко распространён культ Богини.
- Глиняные и гипсовые фигурки в Иерихоне и Айн-Газали (Средиземноморье).
- Японские гончары начинают украшать глиняную посуду (Япония).
- Сельское хозяйство на Новой Гвинее.
- Первые заранее спланированные могильники в Греции.
- Первые, из дошедших до настоящего времени, образцы кирпичной кладки в посёлке Мергарх (Доисторическая Центральная Азия)[3].

## Культура
- Ок. 7500 до н. э. — строительство Хоувик-Хауса в Нортумберленде, Англия.

## Мифические события
- 7227 до н. э. — согласно Рудольфу Штейнеру, предполагаемая дата затопления Атлантиды.
- 7193 до н. э. — согласно корейской мифологии, объединение северных алтайских племён под предводительством «Хуана» (Хуна) предшествует возникновению Китая.